# Aphodius didactylioides
Aphodius didactylioides is een keversoort uit de familie bladsprietkevers (Scarabaeidae). De wetenschappelijke naam van de soort is voor het eerst geldig gepubliceerd in 1988 door Bordat.